# Wisunt
Wisunt (auch Wisund, lateinisch Wisundus, Wisuntho, u. a., † zwischen 938 und 960) war Bischof von Säben.
Er wurde nur in der Zeugenreihe einer gefälschten Papstbulle erwähnt, in der die richtige Zusammenstellung der bayrischen Bischöfe auf die Verwendung eines echten Schriftstückes verweist und die demnach zwischen dem 28. August 938 und dem 11. September 939 entstanden sein müsste, sowie in einer undatierten Aufzeichnung im Brixener Traditionsbuch und im Bischofskatalog des 15. Jahrhunderts (hier als Wisumptus).
Wisunt muss vor Weihnachten 960 verstorben sein, möglicherweise 956 (?).